# Cinquième République (Niger)
Pour les articles homonymes, voir Cinquième République.
La Cinquième République, officiellement République du Niger, est le régime politique du Niger de 1999 à 2009 : une république démocratique semi-présidentielle. Le président de la République est le chef de l'État et le Premier ministre est le chef du gouvernement. Le système politique autorise les partis politiques. Le pouvoir exécutif est aux mains du gouvernement et le pouvoir législatif est à la fois détenu par le gouvernement et par l'Assemblée nationale nigérienne. Le pouvoir judiciaire est indépendant des deux autres pouvoirs.
La deuxième Assemblée nationale est élue lors de législatives tenues en décembre 2004. Sept partis sont représentés. Le président Mamadou Tandja entre en fonction le 22 décembre 1999. Il est réélu en décembre 2004 et confirme alors Hama Amadou dans ses fonctions de Premier ministre. Mahamane Ousmane est, lui aussi, réélu en tant que président de l'Assemblée nationale nigérienne. 

## Situation constitutionnelle
La constitution de la Cinquième République du Niger a été mise en place en décembre 1992 (Troisième République) et amendée lors d'un référendum le 12 mai 1996 faisant suite au coup d'État d'Ibrahim Baré Maïnassara (Quatrième République). À la suite d'un autre coup d'État, le pouvoir a été rendu au civils et l'ancienne constitution a été remise en vigueur par référendum le 18 juillet 1999 (Cinquième République). Le référendum de 1999 a remis en place le système semi-présidentiel instauré par la constitution de 1992.

## Pouvoir exécutif

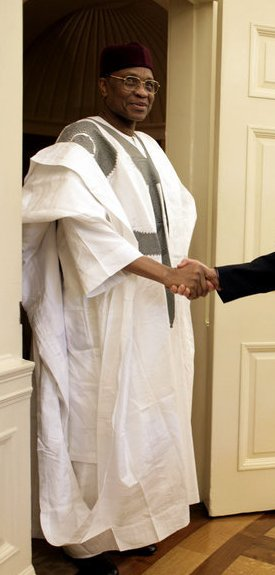
Mamadou Tandja.

Le 22 décembre 1999, Mamadou Tandja devient président. Tandja est membre du Mouvement national pour la société du développement. Seyni Oumarou est devenu premier ministre en juin 2007 et est aussi membre du MNSD.
Selon les termes de la constitution, le président est élu au suffrage universel pour un mandat de cinq ans. Le premier ministre est nommé par le président.

## Pouvoir législatif
L'Assemblée nationale nigérienne est le parlement monocaméral. L'assemblée a 113 sièges, ses membres sont élus pour un mandat de cinq ans. Le pays est divisé en 105 circonscription qui élisent un député sur un mode proportionnel. Le seuil minimal pour qu'un parti puisse avoir un député est de 5 %. Huit sièges sont attribués pour représenter des minorités nationales.
Pour tenir compte de la croissance démographique du pays, le nombre de députés est passé de 83 (dont 8 sièges spéciaux) à 113 lors des législatives de 2004.
Mahamane Ousmane, le président de la Convention démocratique et sociale est le président de l'Assemblée nationale.

## Partis politiques
- Le Mouvement national pour la société du développement ou MNSD-Nassara ;
- le Parti nigérien pour la démocratie et le socialisme ou PNDS-Tarayya ;
- la Convention démocratique et sociale ou CDS-Rahama.

## Élections

### Élection présidentielle de 2004
| Candidat - Parti                                                                                 | Premier tour | %     | Second tour | %     |
| ------------------------------------------------------------------------------------------------ | ------------ | ----- | ----------- | ----- |
| Mamadou Tandja - MNSD                                                                            | 991 764      | 40,7  | 1 509 905   | 65,5  |
| Mahamadou Issoufou - PNDS                                                                        | 599 792      | 24,6  | 794 357     | 34,5  |
| Mahamane Ousmane - CDS                                                                           | 425 052      | 17,4  |             |       |
| Amadou Cheiffou - Rassemblement social démocratique - Gaskiya                                    | 154 732      | 6,4   |             |       |
| Moumouni Djermakoye Amadou - Alliance nigérienne pour la démocratie et le progrès - Zaman Lahiya | 147 957      | 6,1   |             |       |
| Hamid Algabid - Rassemblement pour la démocratie et le progrès - Jama'a                          | 119 153      | 4,9   |             |       |
| Total (participation 48,3 %)                                                                     |              | 100,0 |             | 100,0 |

### Élections législatives de 2004
| Parti                                                             | Parti | Voies | %    | Sièges |
| ----------------------------------------------------------------- | --- | ----- | ---- | ------ |
| Mouvement national pour la société du développement-Nassara       | Mouvement national pour la société du développement-Nassara                                                  |       | 37,2 | 47     |
| CFD                                                               | Parti nigérien pour la démocratie et le socialisme                                                           |       | 13,4 | 17     |
| CFD                                                               | Parti progressiste nigérien-Rassemblement démocratique nigérien et Parti nigérien pour l'autogestion-Al'ouma |       | 2,7  | 4      |
| CFD                                                               | Union des Nigériens indépendants et Union pour la Démocratie et la République-Tabbat                         |       | 3,3  | 2      |
| CFD                                                               | Parti progressiste nigérien-Rassemblement démocratique nigérien                                              |       | 1,9  | 2      |
| Convention démocratique et sociale-Rahama                         | Convention démocratique et sociale-Rahama                                                                    |       | 17,4 | 22     |
| Rassemblement social démocratique-Gaskiya                         | Rassemblement social démocratique-Gaskiya                                                                    |       | 7.1  | 7      |
| Rassemblement pour la Démocratie et le Progrès-Jama'a             | Rassemblement pour la Démocratie et le Progrès-Jama'a                                                        |       | 6,5  | 6      |
| Alliance nigérienne pour la démocratie et le progrès-Zaman Lahiya | Alliance nigérienne pour la démocratie et le progrès-Zaman Lahiya                                            |       | 5,4  | 5      |
| Parti pour le socialisme et la démocratie au Niger-Alheri         | Parti pour le socialisme et la démocratie au Niger-Alheri                                                    |       | 1,3  | 1      |
| Total (participation 44,7 %)                                      | Total (participation 44,7 %)                                                                                 |       |      | 113    |
| Source : africanelections.tripod.com                              | |       |      |        |

## Pouvoir judiciaire
Le pouvoir judiciaire nigérien est composé de quatre hautes cours :
- la cour d'appel ;
- la cour suprême ;
- la haute cour de justice et
- la cour de sécurité de l'État.

## Divisions administratives
Sous la Cinquième République, le pays est divisé en huit régions (Agadez, Diffa, Dosso, Maradi, Niamey*, Tahoua, Tillaberi, Zinder), elles-mêmes subdivisées en 36 districts (départements).
L'administrateur en chef de chaque unité territoriale est désigné par le gouvernement et fonctionne tout d'abord comme l'agent local des autorités centrales.
Les pouvoirs administratifs sont ensuite idéalement distribués entre 256 communes, conseils locaux, ce qui se rapprocherait le plus d'une ville au Niger (mobilité de la population Touareg).
La Constitution prévoit également des élections populaires d'officiels locaux et municipaux, supposées prendre place après la commune entente des différents intérêts politiques sur un plan gouvernemental de décentralisation.

## Organisations internationales
Sous la Cinquième République, le Niger est membre des organisations internationales ou régionales suivantes :
- Agence de coopération culturelle et technique (ACCT)
- pays ACP (ACP)
- Agence internationale de l'énergie atomique (AIÉA)
- Banque africaine de développement (BAD)
- Customs Coordination Council (CCC)
- Comité international olympique
- Commission économique pour l'Afrique (ECA)
- Communauté économique des États de l'Afrique de l'Ouest (CÉDÉAO)
- Conseil de l'Entente (Entente)
- Organisation des Nations unies pour l'alimentation et l'agriculture (FAO)
- Groupe des 77 (G-77)
- Banque internationale pour la reconstruction et le développement (BIRD)
- Organisation de l'aviation civile internationale (OACI)
- Cour pénale internationale (CPI)
- Confédération internationale des syndicats libres (CISL)
- Mouvement international de la Croix-Rouge et du Croissant-Rouge
- Association internationale pour le développement (AID)
- Banque islamique de développement (BID)
- Fonds international de développement agricole (FIDA)
- International Finance Corporation (IFC)
- Organisation internationale du travail (OIT)
- Fonds monétaire international (FMI)
- Intelsat
- Interpol
- Union internationale des télécommunications (UIT)
- MIPONUH
- Non-Aligned Movement (NAM)
- Organisation de l'unité africaine (OUA)
- Organisation de la conférence islamique (OCI)
- Organisation pour l'interdiction des armes chimiques (OIAC)
- Organisation des Nations unies (ONU)
- Conférence des Nations unies sur le commerce et le développement (CNUCED)
- Organisation des Nations unies pour l'éducation, la science et la culture (UNESCO)
- Organisation des Nations unies pour le développement industriel (ONUDI)
- Union postale universelle (UPU)
- Banque centrale des États de l'Afrique de l'Ouest (BCÉAO)
- Union économique et monétaire ouest-africaine (UÉMOA)
- Confédération mondiale du travail (CMT)
- Fédération syndicale mondiale (FSM)
- Organisation mondiale de la santé (OMS)
- Organisation mondiale de la propriété intellectuelle (OMPI)
- Organisation météorologique mondiale (OMM)
- Organisation mondiale du tourisme (OMT)
- Organisation mondiale du commerce (OMC)